# Carroll (Ohio)

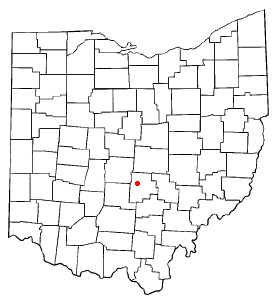
Carroll na planie stanu Ohio

Carroll – wieś w USA, w stanie Ohio, w hrabstwie Fairfield. Wieś została założona w roku 1829, a oficjalnie nazwę przyjęto w roku 1858. Aktualnie (2014) burmistrzem wsi jest Tammy D. Drobina.
Liczba mieszkańców w 2010 roku wynosiła 524, a w roku 2012 wynosiła 524.